# Peseta guinéu-equatoriana
A peseta (peseta guineana) foi a moeda da Guiné Equatorial entre 1969 e 1973. Ela substituiu a peseta espanhola à uma taxa de 1:1 e foi substituída, à uma taxa de 1:1, pelo ekwele.

## Moedas
Quatro denominações de moedas foram emitidas, todas em 1969. Haviam moedas de 1, 5, 25 e 50 pesetas. As moedas tinham o mesmo tamanho, peso e forma que as moedas de pesetas espanholas.

## Cédulas
Três denominações de cédulas foram emitidas em 1969. Haviam cédulas de 100, 500 e 1000 pesetas.